# The Birds and the Bees
The Birds and The Bees är en sång med Jewel Akens skriven av Barry Stuart. Låten var en hit 1965, och nådde plats två på Cash Box magazine lista och plats 3 på Billboard Hot 100  samt plats 29 på Record Retailer lista i England. 

## Coverversioner
- En cover av låten är inspelad av Alma Cogan i England. Denna version blev en större hit i Skandinavien än Akens version. En komplicerande omständighet kring låten är att Cogan 1956 spelade in en helt annan låt med samma titel.
- En svensk text med titeln "Blommor och bin" skrevs av Keith Almgren och spelades in av Sten & Stanley på albumet "Musik, dans & party 8" 1993

## Listplaceringar, Jewel Akens
| Lista (1965)   | Position              |
| -------------- | --------------------- |
| Nederländerna  | 2                     |
| Storbritannien | 29                    |
| USA            | 3 (Billboard Hot 100) |
| Västtyskland   | 32                    |

## Listplaceringar, Alma Cogan
| Lista (1965) | Position         |
| ------------ | ---------------- |
| Finland      | 32               |
| Norge        | 4 (VG-lista)     |
| Sverige      | 1 (Kvällstoppen) |
| Sverige      | 1 (Tio i topp)   |